# ARA Comodoro Rivadavia (Q-11)
Le ARA Comodoro Ridavia (Q-11) est un navire océanographique de la Marine argentine pour le Servicio de Hidrografia Naval de Buenos Aires, qui est notamment responsable de la maintenance des cartes marines, des balises et phares.

## Histoire
Le navire a été construit par le chantier naval Mestrina à Tigre en Argentine. Il participe à des campagnes antarctiques et de recherche. 
En mai 1998, il a fourni une assistance aux personnes touchées par les inondations côtières causées par le phénomène El Niño. En juillet 2013, il a participé à la recherche d'un membre de l'équipage du bateau de pêche Virgen María, disparu en haute mer. En septembre 2014, le navire a utilisé son équipement hydrographique pour collaborer à un exercice SARSUB avec le sous-marin de ARA Salta (S-31) (en).

### Note et référence
- (es) Cet article est partiellement ou en totalité issu de l’article de Wikipédia en espagnol intitulé « ARA Comodoro Rivadavia (Q-11) » (voir la liste des auteurs).